# ココ・モンテス
ロバート・パトリック・モンテス（Robert Patrick Montes、1996年10月7日 - ）は、アメリカ合衆国フロリダ州マイアミ出身のプロ野球選手（内野手、外野手）。右投右打。MLBのタンパベイ・レイズ所属。
登録名のココは愛称（後述）。

## 経歴

### プロ入り前
高校時代に2015年のMLBドラフト35巡目（全体1064位）でワシントン・ナショナルズから指名されたが、契約せずにサウスフロリダ大学へ進学した。

### プロ入りとロッキーズ時代
2018年のMLBドラフト15巡目（全体456位）でコロラド・ロッキーズから指名されプロ入り。
2022年はAAA級アルバカーキ・アイソトープスで111試合に出場して打率.274、20本塁打、77打点、13盗塁を記録した。
2023年6月11日にメジャー契約を結んでアクティブ・ロースター入りし、同日のサンディエゴ・パドレス戦に先発出場してメジャーデビュー。8回裏にルイス・ガルシアからメジャー初となる2点本塁打を放つなど2安打の活躍で、勝利に貢献した。18試合に出場して打率.184、1本塁打、3打点を記録したが、9月8日にコール・タッカーの加入に伴いDFAとなり、7日にマイナー契約となりAAA級アルバカーキへ送られた。アルバカーキでは107試合に出場して打率.317、22本塁打、89打点、11盗塁を記録した。
2024年はAAA級アルバカーキで64試合に出場して打率.335、9本塁打、47打点を記録した。パシフィックコーストリーグ首位打者のまま、6月25日に自由契約となった。

### 巨人時代
2024年7月11日、読売ジャイアンツと契約したことが発表された。背番号は39で、推定年俸は3000万円。オールスター明けの7月26日に一軍登録されると、同日の横浜DeNAベイスターズ戦（横浜スタジアム）に代打で出場し、初打席で右二塁打を記録した。シーズンでは46試合に出場し、打率.272、1本塁打、14打点の成績を残した。オフの12月2日に自由契約公示された。

### レイズ時代
2024年12月24日にタンパベイ・レイズとマイナー契約を結び、翌2025年のスプリングトレーニングに招待選手として参加することになった。
2025年はスプリングトレーニングのオープン戦で11安打を放つなどアピールに成功。その後、3月27日に開幕ロースターに選出された。4月10日のエンゼルス戦では自身2年ぶりとなる安打を放つも、4月17日を最後に出場がなくなり、5月16日にマイナーへ降格した。

## 選手としての特徴

### 打撃
シュアな打撃が魅力の強打者。バットを内から出すコンパクトなスイングが特徴。対応力が高く、反対方向にも安打が打てる他、チームプレーにも定評がある。
高木豊は「（モンテスは）技術的にはグリップが体についてくるのでバットをムチのように扱えている。インパクトできるゾーンが広く、確率の高い打撃ができる」と評している。

### 守備
二塁手、三塁手、遊撃手をこなすユーティリティープレイヤー。マイナーリーグ7年間の通算守備率は、二塁手が.978（282試合27エラー）、三塁手が.951（127試合17エラー）、遊撃手が.967（183試合25エラー）。MLB時代を含め公式戦での外野守備経験はなかったものの、「必要でならば外野もできる」と語っていたが、中堅手のレギュラーであったエリエ・ヘルナンデスが左手首骨折で8月12日に離脱したことや、打撃面で好調でありながら内野のスタメン事情から左翼手として試合に出場している。

## 人物
登録名のココ（Coco）は愛称である。これは出生時に頭髪が豊富で、母親が髪を剃った結果、祖父からココナッツもしくは禿げた人を指す俗語の「ココリソ」と呼ばれるようになり、それが短縮された形である。
幼少期の憧れの選手はノマー・ガルシアパーラ。

## 詳細情報

### 年度別打撃成績
| 年 度    | 球 団    | 試 合 | 打 席 | 打 数 | 得 点 | 安 打 | 二 塁 打 | 三 塁 打 | 本 塁 打 | 塁 打 | 打 点 | 盗 塁 | 盗 塁 死 | 犠 打 | 犠 飛 | 四 球 | 敬 遠 | 死 球 | 三 振 | 併 殺 打 | 打 率 | 出 塁 率 | 長 打 率 | O P S |
| -------- | -------- | ----- | ----- | ----- | ----- | ----- | -------- | -------- | -------- | ----- | ----- | ----- | -------- | ----- | ----- | ----- | ----- | ----- | ----- | -------- | ----- | -------- | -------- | ----- |
| 2023     | COL      | 18    | 41    | 38    | 3     | 7     | 2        | 0        | 1        | 12    | 3     | 0     | 0        | 0     | 0     | 2     | 0     | 1     | 12    | 0        | .184  | .244     | .316     | .560  |
| 2024     | 巨人     | 46    | 159   | 151   | 14    | 41    | 15       | 0        | 1        | 59    | 14    | 1     | 0        | 0     | 0     | 7     | 2     | 1     | 21    | 3        | .272  | .308     | .391     | .699  |
| MLB：1年 | MLB：1年 | 18    | 41    | 38    | 3     | 7     | 2        | 0        | 1        | 12    | 3     | 0     | 0        | 0     | 0     | 2     | 0     | 1     | 12    | 0        | .184  | .244     | .316     | .560  |
| NPB：1年 | NPB：1年 | 46    | 159   | 151   | 14    | 41    | 15       | 0        | 1        | 59    | 14    | 1     | 0        | 0     | 0     | 7     | 2     | 1     | 21    | 3        | .272  | .308     | .391     | .699  |

- 2024年度シーズン終了時

### 年度別守備成績
内野守備
| 年 度 | 球 団 | 二塁（2B） | 二塁（2B） | 二塁（2B） | 二塁（2B） | 二塁（2B） | 二塁（2B） | 三塁（3B） | 三塁（3B） | 三塁（3B） | 三塁（3B） | 三塁（3B） | 三塁（3B） | 遊撃（SS） | 遊撃（SS） | 遊撃（SS） | 遊撃（SS） | 遊撃（SS） | 遊撃（SS） |
| 年 度 | 球 団 | 試 合      | 刺 殺      | 補 殺      | 失 策      | 併 殺      | 守 備 率   | 試 合      | 刺 殺      | 補 殺      | 失 策      | 併 殺      | 守 備 率   | 試 合      | 刺 殺      | 補 殺      | 失 策      | 併 殺      | 守 備 率   |
| ----- | ----- | ---------- | ---------- | ---------- | ---------- | ---------- | ---------- | ---------- | ---------- | ---------- | ---------- | ---------- | ---------- | ---------- | ---------- | ---------- | ---------- | ---------- | ---------- |
| 2023  | COL   | 15         | 19         | 27         | 1          | 11         | .979       | 2          | 0          | 3          | 0          | 1          | 1.000      | 1          | 0          | 0          | 0          | 0          | ----       |
| 2024  | 巨人  | 2          | 1          | 1          | 0          | 0          | 1.000      | 11         | 5          | 7          | 0          | 0          | 1.000      | 5          | 4          | 11         | 0          | 3          | 1.000      |
| MLB   | MLB   | 15         | 19         | 27         | 1          | 11         | .979       | 2          | 0          | 3          | 0          | 1          | 1.000      | 1          | 0          | 0          | 0          | 0          | ----       |
| NPB   | NPB   | 2          | 1          | 1          | 0          | 0          | 1.000      | 11         | 5          | 7          | 0          | 0          | 1.000      | 5          | 4          | 11         | 0          | 3          | 1.000      |

外野守備
| 年 度 | 球 団 | 外野  | 外野  | 外野  | 外野  | 外野  | 外野     |
| 年 度 | 球 団 | 試 合 | 刺 殺 | 補 殺 | 失 策 | 併 殺 | 守 備 率 |
| ----- | ----- | ----- | ----- | ----- | ----- | ----- | -------- |
| 2024  | 巨人  | 30    | 39    | 2     | 0     | 0     | 1.000    |
| NPB   | NPB   | 30    | 39    | 2     | 0     | 0     | 1.000    |

- 2024年度シーズン終了時

### 記録

#### NPB
初記録
- 初出場・初打席・初安打：2024年7月26日、対横浜DeNAベイスターズ14回戦（横浜スタジアム）、7回表に中川皓太の代打で出場、アンドレ・ジャクソンから右二塁打[11]
- 初先発出場：2024年7月27日、対横浜DeNAベイスターズ15回戦（横浜スタジアム）、6番・三塁手で先発出場[28]
- 初盗塁：同上、4回表に二盗（投手：森唯斗、捕手：山本祐大）[28]
- 初打点：2024年7月28日、対横浜DeNAベイスターズ16回戦（横浜スタジアム）、5回表にアンソニー・ケイから左2点適時二塁打[29]
- 初本塁打：2024年9月3日、対東京ヤクルトスワローズ20回戦（京セラドーム大阪）、9回裏に小澤怜史から左中間越3ラン[30]

### 背番号
- 3（2023年）
- 39（2024年7月11日 - 同年終了）
- 10（2025年 - ）